# Telugu jezik
Telugu jezik (తెలుగు; andhra, gentoo, tailangi, telangire, telegu, telgi, tengu, terangi, tolangan; ISO 639-3: tel) je jezik iz jezične skupine dravidskih jezika i službeni je jezik indijske države Andhra Pradesh. Pripada istoimenoj podskupini telugu, koja obuhvaća još 4 jezika. 69 600 000 govornika u Indiji (1997). Kroz povijest je pretrpio veliki utjecaj indoarijevskih jezika iz indoeuropske porodice. Telugu je najveći dravidski jezik, i drugi jezik Indije (poslije jezika hindi) po broju govornika.
Telugu jezik pripada grupi „čistih jezika“ (Suddha Bhaasha) po indijskoj klasifikaciji, poput bengalskog, gudžarati, marati i hindi jezika. Ima nadimak „talijanski jezik istoka“, jer se sve riječi u njemu završavaju samoglasnikom. Nekad ga zovu i tenugu, što znači „sladak kao med“.

## Dijalekti
berad, dasari, dommara, golari, kamathi, komtao, konda-reddi, salewari, telangana, telugu, vadaga, srikakula, vishakhapatnam, east godaveri, rayalseema, nellore, guntur, vadari, yanadi (yenadi).

## Karakteristike
U telugu jeziku poredak riječi je subjekt-objekt-glagol. po tome se vidi da je dravidski jezik.
- Telugu - Ramudu bantini kottadu రాముడు బంతిని కొట్టాడు
- Bukvalno - రాముడు (Rama) బంతి (loptu) కొట్టు(udario)
- Značenje - Rama je udario loptu.

Telugu pripada grupi aglutinativnih jezika, jer se riječima često dodaju sufiksi da označe padež. Ovaj jezik ima 21 padež, ali neki od njih mogu se kombinirati u istoj riječi (poliaglutinacija). Evo primjera trostrukog padeža:
వాటిమధ్యలోనించి (vaTimadhyaloninchi) - „počev od između njih“. 
Telugu iskazuje jednu rijetku osobinu dravidskih jezika: inkluzivno i ekskluzivno „mi“. Riječ (మనము; manamu) znači „mi, uključujući tebe“, dok (మేము; memu) znači „mi, ali ne i ti“.

## Pismo
Telugu pismo (తెలుగు) potiče od skupine pisma iz doba Ashoke. Trgovci su ovo pismo proširili po jugoistočnoj Aziji (današnja Indonezija). Najsličnije je pismu kanada jezika.
Piše se s lijeva na desno i sastoji od niza jednostavnih i složenih simbola. Pismo je u osnovi slogovno, a slogovi se dobivaju kombiniranjem oznaka za samoglasnike i suglasnike. Za suglsanike se podrazumjeva da ih prati samoglasnik „a“, a kada to nije slučaj, to se obilježava posebnim simbolima (matrama).
U telugu pismu postoji 16 samoglasnika, 3 samoglasnička modifikatora, i 41 suglasnička grafema.
Rečenice se odvajaju jednostrukom ili dvostrukom vertikalnom crtom.

## Unutarnje poveznice
- Wikipedija na telugu jeziku

## Vanjske poveznice
- Ethnologue (14th)
- Ethnologue (15th)